# Слики на дрво
„Слики на дрво” је југословенски и македонски ТВ филм из 1970. године. Режирао га је Арса Милошевић а сценарио је написао Ингмар Бергман.

## Улоге
| Глумац              | Улога |
| ------------------- | ----- |
| Мери Бошкова        |       |
| Љупка Џундева       |       |
| Илија Милчин        |       |
| Цветанка Јакимовска |       |
| Петре Прличко       |       |
| Ристо Шишков        |       |